# Gora Urmaeva
Gora Urmaeva (englische Transkription von russisch Гора Урмаева Gora Urmajewa, deutsch ‚Urmajew-Berg‘) ist ein Hügel im ostantarktischen Mac-Robertson-Land. Er ragt in den Prince Charles Mountains auf.
Russische Wissenschaftler benannten ihn. Namensgeber ist der sowjetische Geodät Nikolai Andrejewitsch Urmajew (1895–1958).